# EpilepsieNL
EpilepsieNL is een Nederlandse organisatie die geld inzamelt voor wetenschappelijk  onderzoek naar epilepsie en voor de begeleiding van mensen met epilepsie.

## Geschiedenis
Nadat in 1882 het gesticht van de Christelijke Vereeniging voor de Verpleging van Lijders aan Vallende Ziekte op het Heemsteedse landgoed Meer en Bosch (Heemstede) zijn deuren had geopend, bleek dat velen die deze hulp nodig hadden de verpleegprijs niet konden betalen. Dit landgoed is tegenwoordig onderdeel van de Stichting Epilepsie Instellingen Nederland).
Binnen de kerkelijke achterban van de christelijke vereniging ontstonden allerlei initiatieven ter ondersteuning. In 1895 werd zo in Rotterdam de vereniging De Macht van het  Kleine opgericht en al gauw ontstonden er overal verenigingen met deze naam en met dezelfde opzet:  vrijwilligers van de vereniging probeerden tien leden te werven, die elke week een halve stuiver gaven. Driemaandelijks verscheen een nieuwbrief van de vereniging, die zich inmiddels op Meer en Bosch gevestigd had. De nieuwsbrief had in 1907 een oplage van 15.000 exemplaren.  De vereniging gaf ook een kalender uit, organiseerde lezingen, en in veel christelijke gezinnen stond een spaarpotje voor de toevallijders.
In 1975 werd De Macht van het Kleine  losgekoppeld van het epilepsiecentrum. De verpleeg- en behandelkosten werden inmiddels betaald volgens de Algemene Wet Bijzondere Ziektekosten, daarom kon de aandacht nu meer komen te liggen op het subsidiëren van wetenschappelijk onderzoek. In 1979 ontstond het Nationaal Epilepsie Fonds vanuit de in 1936 opgerichte  Federatie voor Epilepsiebestrijding.
In 1989 fuseerden het Nationaal Epilepsie Fonds en de Macht van het Kleine; bij die gelegenheid werd de genoemde federatie opgeheven. De toevoeging 'Nationaal' is per 2013 vervallen. In 2019 ging het Epilepsiefonds samen met patiëntenvereniging Epilepsie Vereniging Nederland en krijgt in 2021 de naam EpilepsieNL.

## Activiteiten
Hoewel epilepsie meestal goed behandeld kan worden, is er nog een flinke groep mensen die niet aanvalsvrij wordt (30 procent van de mensen met epilepsie) en/of last heeft van bijwerkingen van medicijnen of vooroordelen van de omgeving. Het Epilepsiefonds zet zich in voor de 200.000 mensen met epilepsie in Nederland door het financieel ondersteunen van wetenschappelijk onderzoek, het geven van voorlichting en het verstrekken van hulpverlening. Twee keer per jaar verschijnt het voorlichtingstijdschrift EpilepsieNL Magazine.

## Financiën
Aan het fonds zijn nog steeds veel vrijwilligers verbonden, die worden aangestuurd door een team van nog geen twintig betaalde medewerkers.
Het fonds heeft een begroting van circa drie miljoen euro. Wetenschappelijk  onderzoek, voorlichting en hulpverlening waaronder aangepaste vakantiereizen krijgen hier elk ongeveer acht ton van. Ongeveer vijf ton wordt besteed aan fondsenwerving en aan beheer en administratie ongeveer drie ton. Het fonds heeft het CBF-Keur en ontving in 2019 het predicaat Koninklijk.
Bekende Nederlanders die het fonds ondersteunen zijn: Miljuschka Witzenhausen, Astrid Joosten, Erwin Koeman en Miryanna van Reeden.